# Chrebet Tengritau
Chrebet Tengritau (ryska: Хребет Тенгритау) är en bergskedja i Kirgizistan.   Den ligger i oblastet Ysyk-Köl Oblusu, i den östra delen av landet, 500 km öster om huvudstaden Bisjkek.